# .ci
A .ci Elefántcsontpart internetes legfelső szintű tartomány azonosítója, melyet 1995-ben hoztak létre.

## Külső lapok
- IANA .ci kikicsoda Archiválva 2006. április 26-i dátummal a Wayback Machine-ben
- .ci domain regisztrációs oldal